# Agustí Roc Amador
Agustí Roc Amador (Molins de Rei, 28 agosto 1971) è uno scialpinista e skyrunner spagnolo.

## Palmarès

### Sci alpinismo
- Campione spagnolo Vertical race 2005, 2006, 2007
- Campione europeo Vertical race 2005

### Skyrunning
- Campione del mondo Buff Skyrunner World Series 2002, 2003, 2004

#### Altri titoli
- 1º Climbathon Malesia 2008
- 1º Dolomites Skyrace 2006